# ハリウッド駅
ハリウッド駅（英語：Hollywood Station）は、フロリダ州ハリウッド ハリウッド・ブールバード3001にある駅。 全米各地を結ぶ旅客鉄道のアムトラックとマイアミ近郊の通勤輸送を担うトライレールが乗り入れている。当駅は昔のシーボード・エア・ライン鉄道の駅である。

## 利用可能な鉄道路線／列車
アムトラックのハリウッド駅に発着する列車は下記の通り。
ニューヨークとマイアミ間の夜行長距離列車シルバー・メティオ号…1日1往復停車
ニューヨークとマイアミ間の夜行長距離列車シルバー・スター号…1日1往復停車
マンゴーニア・パーク駅とマイアミ空港駅を結ぶトライレール

## ギャラリー

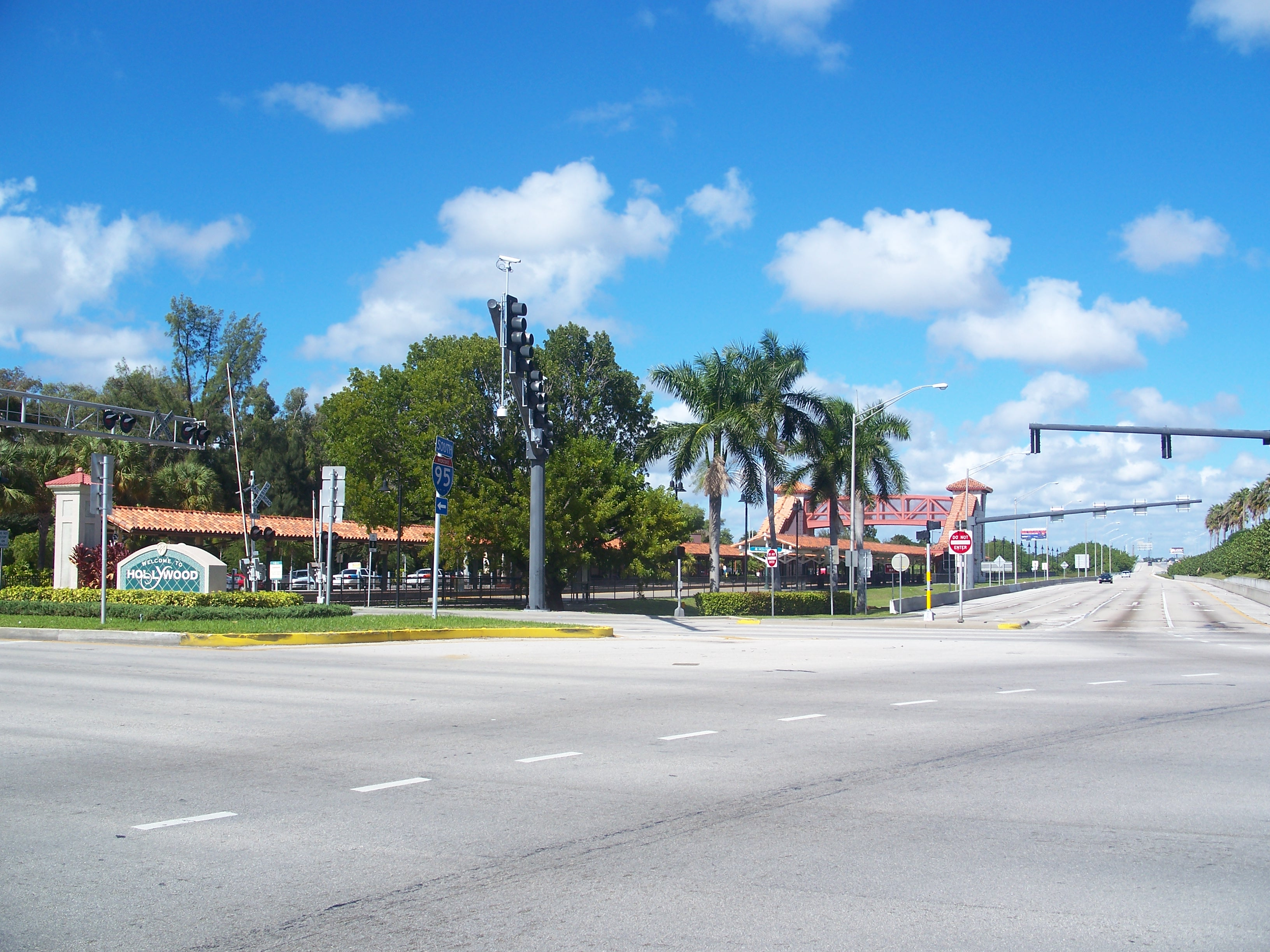
ハリウッド・ブールバードから駅を望む
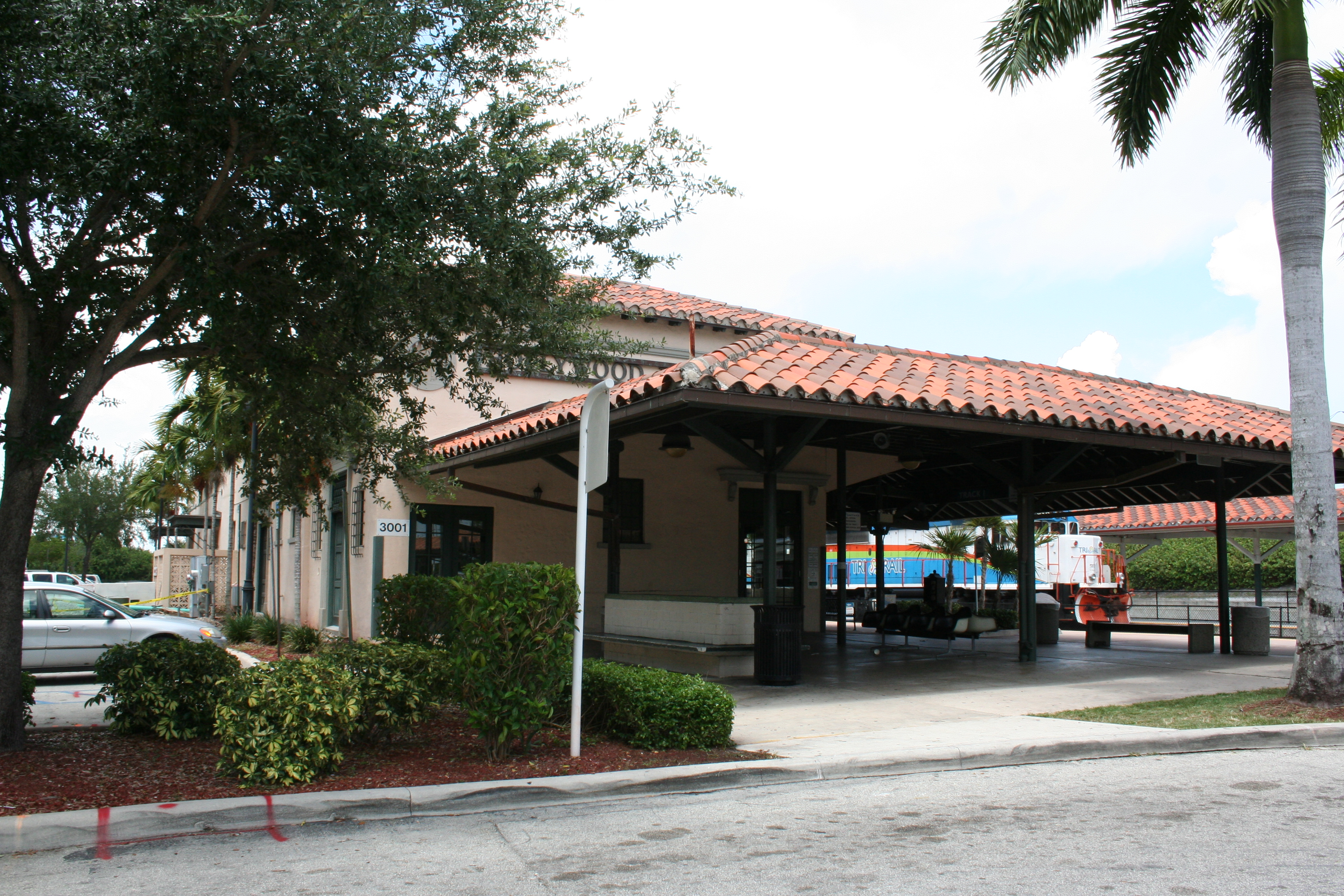
駅舎の南端
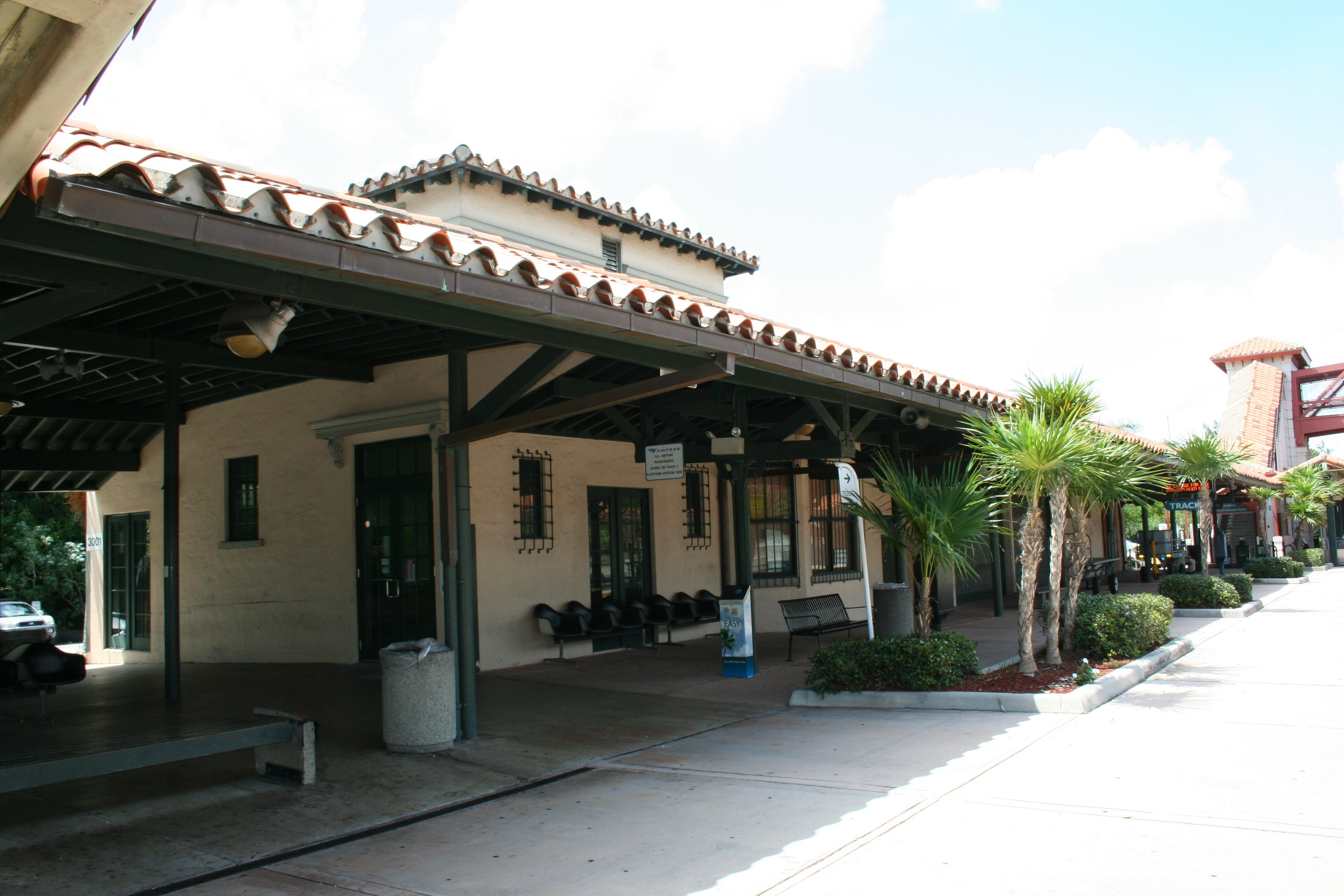
駅舎の東側
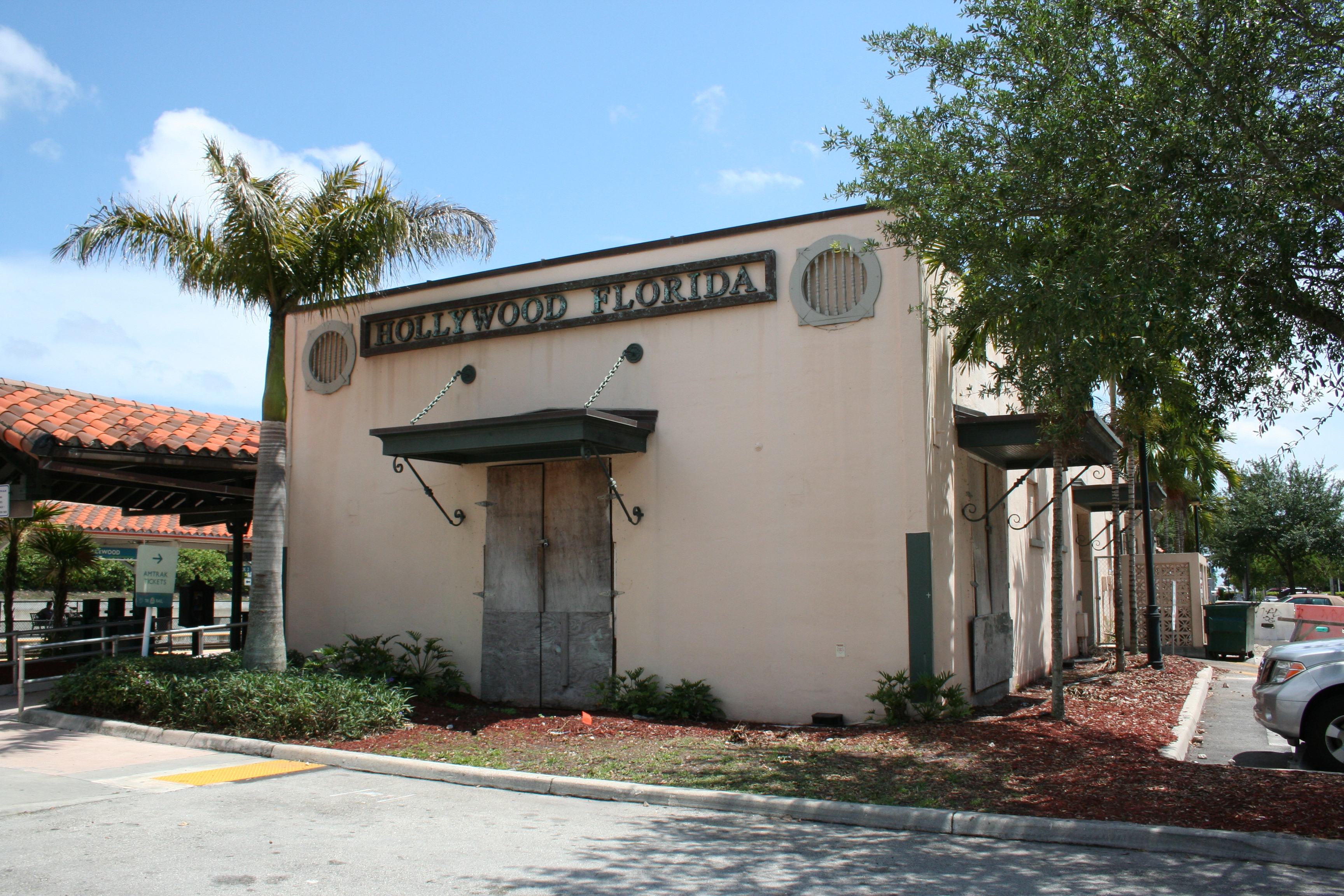
駅舎の北側
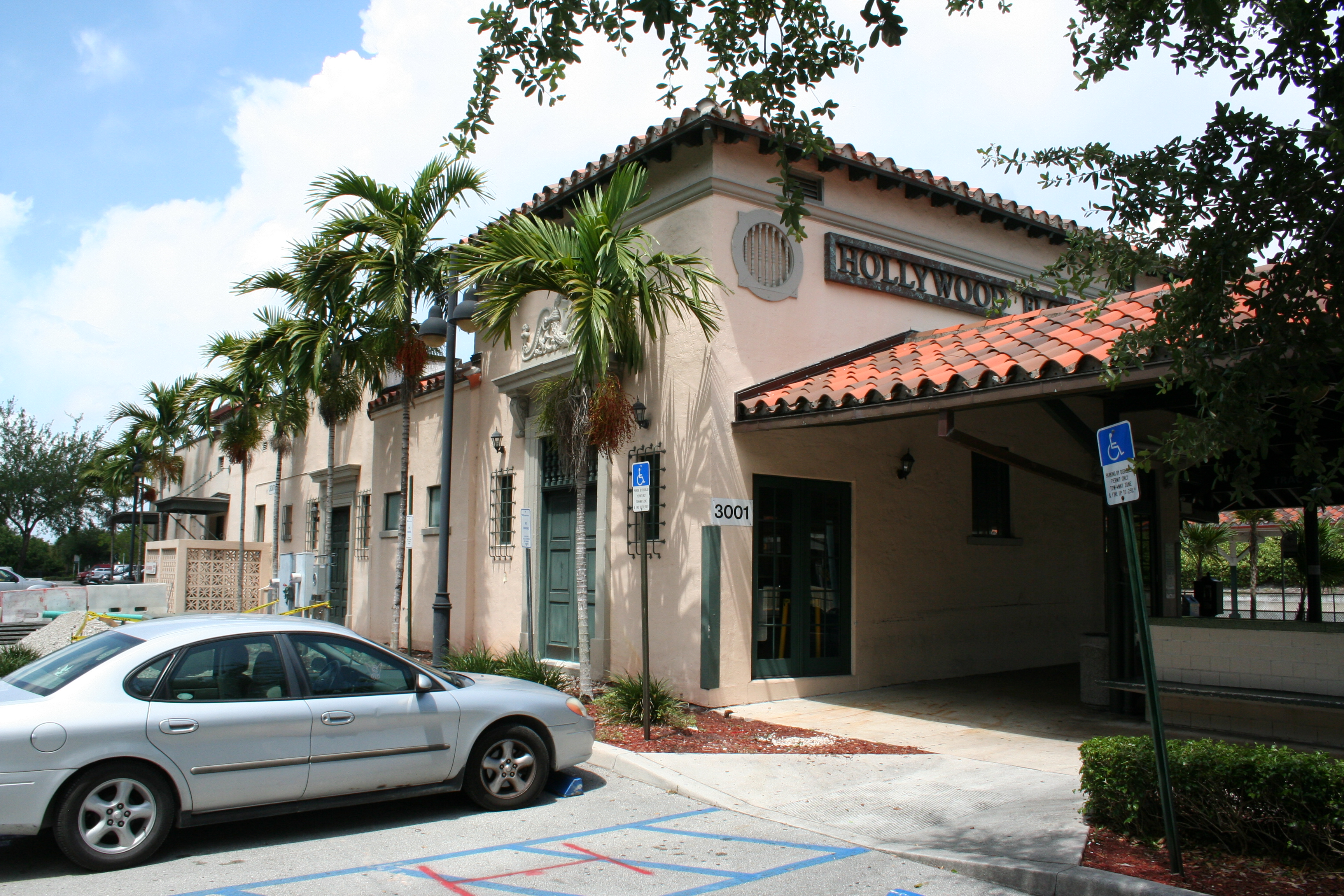
駅舎の西側